# Осада Солуни (616)
О других осадах Солуни см. — Осады Солуни
Осада Солуни — третья неудачная попытка славянских племён Македонии захватить город Салоники в 616 году. Единственным источником о данном конфликте является «Чудеса святого Димитрия».

## Предыстория
В 602 году начинается затяжная ирано-византийская война, положение в империи осложняется гражданской войной. Воспользовавшись ослаблением Византии, к 616 году славяне в союзе с аварами захватили практически весь Балканский полуостров, местное население либо обращалось в рабство, либо бежало в ещё не захваченные города. Одним из таких последних оплотов византийской власти на полуострове оставалась Солунь. В 616 году практически все славяне Македонии объединились для захвата города.
Они единодушно решили выступить и против нашего упомянутого христолюбивого города и разорить его, как остальные. Затем, придя единодушно к такому решению и подготовив огромное число судов, выдолбленных из одного дерева они расположились лагерем на побережье; остальное же неисчислимое множество на востоке, севере и западе со всех сторон окружило этот богохранимый город, имея с собой на суше свои роды вместе с их имуществом; они намеревались поселить их в городе после [его] захвата.

## Осада
На подготовку к штурму у славян ушло три дня, они заготовили осадные лестницы, камнемёты, обшили свои лодки кожами для защиты от стрел. Всё это время жители Салоник также готовились к приступу: загородили вход в бухту соединёнными кораблями, усилили стены и ворота. Понимая, что, не имея тяжёлого осадного вооружения, взять город, защищённый стенами с суши, не удастся, славяне основной удар решили нанести с моря.
На четвёртый день с восходом солнца всё варварское племя одновременно издало крик и со всех сторон напало на стену города: одни бросали камни из приготовленных камнемётов, другие тащили лестницы к стене, пытаясь её захватить, третьи подносили огонь к воротам, четвёртые посылали на стены стрелы подобно снежным облакам. И было странно видеть это множество [камней и стрел], которое затмевало лучи солнца; как туча, несущая град, так [варвары] закрыли свод небесный летящими стрелами и камнями.
Пока часть славян, изображая начало штурма, отвлекала внимание греков со стороны стен, с моря к городу подошли лодки с основными силами. При входе в бухту лодки славян начали переворачиваться, однодревки, предназначенные для плаванья по рекам, имели небольшую осадку и теряли устойчивость даже при незначительном волнении на море. Сами защитники города приписывали это заступничеству святого Димитрия. Из-за того, что лодки шли слишком плотно и последующие наталкивались на уже перевернувшиеся лодки, началась паника.
...они сталкивались друг с другом, некоторые из них перевернулись, а славяне из них выпали. Когда кто-нибудь из плывущих хотел спастись на другом [судне], он, ухватившись, переворачивал его, и те, кто там был, падали в море. И наконец, моряки отрубали мечами руки тем, кто протягивал [их] к ним, один бил другого мечом по голове, иной пронзал кого-то копьём, и каждый, думая о собственном спасении, становился врагом другому. И когда те, кто, попав в скрытые понтилы, там застряли, а суда из-за сильного движения извне прибились к берегу и не могли отойти оттуда, смелые горожане начали совершать вылазки, а другие, открыв малые ворота, через которые враги надеялись захватить город, добились там победы с помощью мученика.
В ходе вылазки горожане захватили и впоследствии казнили архонта (военного вождя) славян Хацона. В результате начавшегося в лагере славян хаоса восстали ранее захваченные пленники и, захватив часть добычи, они укрылись в городе. После потери флота дальнейшая осада потеряла смысл и славяне отступили.

## Последствия
Несмотря на большие потери, славяне не оставляли надежд овладеть городом и практически сразу после завершения осады отправили послов к аварам. Следующая попытка захватить Солунь была предпринята уже через два года.

## Вопрос датировки набега
В «житии» не указана точная дата осады. Различные источники датируют набег в достаточно широком диапазоне между 614 и 618 годами, основываясь на последующих событиях. Несмотря на условность датировки, в российской историографии общепринятой датой считается 616 год.